# Jean-Claude Amiot
Pour les articles homonymes, voir Amiot.
Jean-Claude Amiot, né à Vichy (Allier) le 18 octobre 1939, est un compositeur, chef d'orchestre et professeur de musique français.

## Biographie
Jean-Claude Amiot a étudié au Conservatoire du Mans, puis de Lyon, où il a été l'élève de César Geoffray ; il étudie parallèlement la philosophie à l'université. 
En 1963, il suit les cours d'Edmond Pendelton à la Schola Cantorum de Paris. La même année, il obtient un second prix au treizième concours international des jeunes chefs d'orchestre de Besançon. 
En 1964, il part pour New York, où il travaille avec Leonard Bernstein. 
Il rentre en France en 1968 et prend la direction de l'École nationale de musique et de l'orchestre de Mâcon au moment où le maître Léon Ziguera se retire, fonction qu'il occupera jusqu'en 1983. 
En octobre 1983, il devient directeur du Conservatoire national de région de Clermont-Ferrand, où il demeure jusqu'à sa retraite, qu'il prend en 2000.

## Œuvre
Il a composé plus de deux cents œuvres dans des genres très divers : musique symphonique et musique de chambre, opéra (Voleur de lune), musiques de films, etc. 
Il est l'auteur de la symphonie chorale 1789. Pour la Révolution, qui a été donnée en 1989 pour la célébration du bicentenaire de la Révolution au sommet du puy de Dôme, devant 70 000 spectateurs qui se trouvaient au pied de la montagne. 
Il a composé une grande fresque symphonique et chorale, Messager des étoiles, inspirée par la vie de Galilée et interprétée par six cents musiciens et choristes (1994).
Il est le directeur artistique du Festival des musiques rares qui, depuis 2004, se donne dans les églises – le plus souvent romanes – du Haut-Mâconnais.